# Eudactylopus australis
Eudactylopus australis is een eenoogkreeftjessoort uit de familie van de Thalestridae. De wetenschappelijke naam van de soort is voor het eerst geldig gepubliceerd in 1941 door Nicholls.